# 上海石化
中国石化上海石油化工股份有限公司（英语：SINOPEC Shanghai Petrochemical Company Limited (SPC) ）（港交所：0338；上交所：600688；：SHI），簡稱上海石化，是一家在香港交易所和上海证券交易所上市的化工企业，它是中国石油化工股份有限公司的控股子公司。公司的主要业务是石油化工业务：把原油加工以制成多种合成纤维、树脂和塑料，中间石化产品及石油产品。公司在中国上海市注册，现任董事长是吳海君。

## 历史
上海石化的前身是创建于1972年的上海石油化工总厂。1993年，经过国有企业股份制规范化改制，上海石化成为中国第一家股票同时在上海、香港和纽约三地上市的股份有限公司。
上海石化的发展经历了六个阶段的大规模集中建设，至2014年底，已具有原油加工1600万吨/年、乙烯70万吨/年、有机化学品327万吨/年、合成树脂100万吨/年、合纤原料109万吨/年、合纤聚合物59万吨/年、合成纤维28万吨/年的生产能力，并拥有独立的公用工程、环境保护系统，及海运、内河航运、铁路运输、公路运输配套设施。
2004年资产净值为RMB 18,416,989,000，纯利为RMB 3,971,103,000。
2022年6月18日，位於于上海金山区的上海石化工厂发生大火，造成1人死亡。隨後上海开展危化品安全生产风险隐患排查整治。